# Колективен нормативен архив
Колективният нормативен архив (на немски: Gemeinsame Normdatei, GND) е международен немски нормативен стандарт за класификация и систематизация (организиране) на личности, организации/ сдружения и библиотекарски каталози.
Използва се за документация („библиографски записи“, вж. Нормативен контрол) в библиотеки и все по-често от архиви и музеи и от стандарта MARC-21 за обмен на записи (метаданни) в машинен формат. При втория етап на проекта Уикиданни (Wikidata) той е отправна точка за разделението на инфокутиите. Спада към лиценза Криейтив Комънс (CC).

## История
Нормативният стандарт GND е проектиран от Германската национална библиотека (на немски: Deutsche Nationalbibliothek) и пуснат в експлоатация през 2012 г. с цел замяна на други вече съществуващи нормативни стандарти.
| Немски                        | съкращение | Български                                 |
| ----------------------------- | ---------- | ----------------------------------------- |
| Personennamendatei            | PND        | Нормативен архив на личните данни         |
| Gemeinsame Körperschaftsdatei | GKD        | Колективен архив на сдруженията           |
| Schlagwortnormdatei           | SWD        | Нормативен контрол на предметните рубрики |

## Видове GND
Таблица на шестте основни видове на GND:
| Вид | Немски (официален)            | Английски (превод)        | Български (превод)     |
| --- | ----------------------------- | ------------------------- | ---------------------- |
| p   | Person (individualisiert)     | person (individualized)   | личност (индивид)      |
| n   | Name (nicht individualisiert) | name (not individualized) | име (не индивид)       |
| k   | Körperschaft                  | corporate body            | организация, сдружение |
| v   | Veranstaltung                 | event                     | събитие, случка        |
| w   | Werk                          | work                      | произведение, работа   |
| s   | Sachbegriff                   | subject heading           | рубрика                |
| g   | Geografikum                   | geographical place name   | географско име         |

Други подобни нормативни стандарти са: Virtual International Authority File (VIAF), Library of Congress Authorities (LCNAF) на Библиотеката на Конгреса, NDL Web Authorities на Японската национална библиотека и LIBRIS на Шведската национална библиотека.